# Oligophlebodes mostbento
Oligophlebodes mostbento är en nattsländeart som beskrevs av Schmid 1968. Oligophlebodes mostbento ingår i släktet Oligophlebodes och familjen Uenoidae. Inga underarter finns listade i Catalogue of Life.